# Дальнее (район имени Габита Мусрепова)
Дальнее (каз. Дальнее) — упразднённое село в районе имени Габита Мусрепова Северо-Казахстанской области Казахстана. Входило в состав Дружбинского сельского округа. Ликвидировано в 2000-е годы.

## Население
По данным переписи 1999 года в селе проживало 42 человека (19 мужчин и 23 женщины).